# 弗倫奇敦特設鎮區 (密歇根州)
弗倫奇敦特設鎮區（英語：Frenchtown Charter Township）是位於美國密歇根州門羅縣的一個特設鎮區。

## 地方資料
弗倫奇敦特設鎮區的面積為111.68平方千米，當中陸地面積為108.11平方千米，而水域面積為3.57平方千米。根據2020年美國人口普查的數據，當地共有人口21609人，而人口密度為每平方千米193.49人。